# Saison 2017 des Nationals de Washington
La saison 2017 des Nationals de Washington est la 13e saison en Ligue majeure de baseball pour cette équipe. 
Avec 97 victoires et 65 défaites, les Nationals signent une 6e saison gagnante consécutive. Améliorant leur performance de 95 victoires l'année précédente, ils terminent au sommet de la division Est de la Ligue nationale pour la seconde année de suite, une première dans leur histoire. Ils sont au premier rang tous les jours de la saison, sauf trois, et pour la dernière fois le 15 avril. Leurs plus proches poursuivants, Miami, ne sont jamais dans la course et complètent l'année 20 matchs derrière. Au monticule, Stephen Strasburg et Max Scherzer sont parmi les meilleurs lanceurs du baseball, ce dernier gagnant son 3e trophée Cy Young en carrière, et son 2e de suite dans la Ligue nationale.
Washington est champion de division et qualifié pour les séries éliminatoires une 4e fois en 6 ans,. Mais comme lors des leurs 3 participations précédentes, les Nationals sont incapables d'éliminer un seul adversaire, et s'inclinent en 5 matchs devant les Cubs de Chicago en Série de division. Dusty Baker, qui dirigeait l'équipe depuis deux ans, est congédié au terme de ce résultat décevant et Dave Martinez le remplace comme gérant pour la saison 2018.

## Saison régulière
La saison régulière de 162 matchs des Nationals débute le 3 avril 2017 par la visite à Washington des Marlins de Miami, et se termine le 1er octobre suivant. 

### Classement
| Ligue nationale division Est | V  | D  | %    | Diff. | Diff. (séries) |
| ---------------------------- | -- | -- | ---- | ----- | -------------- |
| Nationals de Washington      | 97 | 65 | ,599 | -     | -              |
| Marlins de Miami             | 77 | 85 | ,475 | 20    | 10             |
| Braves d'Atlanta             | 72 | 90 | ,444 | 25    | 15             |
| Mets de New York             | 70 | 92 | ,432 | 27    | 17             |
| Phillies de Philadelphie     | 66 | 96 | ,407 | 31    | 21             |